# Бутырки (Вадинский район)
Бутырки — деревня в Вадинском районе Пензенской области России. Входит в состав Каргалейского сельсовета.

## География
Деревня находится в северо-западной части Пензенской области, в пределах восточной окраины Окско-Донской низменности, в лесостепной зоне, на правом берегу реки Карги (приток Вад), на расстоянии примерно 8 километров (по прямой) к востоку от села Вадинска, административного центра района.
Климат
Климат характеризуется как умеренно континентальный. Средняя температура воздуха самого холодного месяца (января) составляет −11,5 °C (абсолютный минимум — −44 °С); самого тёплого месяца (июля) — 19,5 °C (абсолютный максимум — 38 °С). Продолжительность безморозного периода составляет 133 дня. Годовое количество атмосферных осадков — 467 мм. Снежный покров держится в среднем 141 день.

## История
Основана помещиком во второй половине XVIII века. По данным на 1782 год сельцо Малые Каргалеи, Бутырки тож, в собственности у Прасковьи Михайловны Титовой. В сельце имелось 26 дворов и деревянный господский дом с плодовым садом. В 1785 году показано как владение помещика Александра Васильевича Иванчина. В начале XIX века сельцо Горки принадлежало Елизавете Алексеевне Ронцовой и графу Ивану Григорьевичу Чернышеву. Население являлось прихожанами Воскресенской церкви, расположенной в селе Каргалей.
По состоянию на 1911 год в деревне, относившейся к Ягановской волости Керенского уезда, имелись: одно крестьянское общество, 56 дворов, имения Трейман и Колонтаева. Население села того периода составляло 342 человека. По данным 1955 года в Бутырках располагалась бригада колхоза имени Маленкова.

## Население
| 2010 |
| ---- |
| 42   |

Половой состав
По данным Всероссийской переписи населения 2010 года в гендерной структуре населения мужчины составляли 52,4 %, женщины — соответственно 47,6 %.
Национальный состав
Согласно результатам переписи 2002 года, в национальной структуре населения русские составляли 99 % из 75 чел.

## Улицы
Уличная сеть деревни состоит из одной улицы (ул. Выселки).